# 2678 Aavasaksa
A 2678 Aavasaksa (ideiglenes jelöléssel 1938 DF1) a Naprendszer kisbolygóövében található aszteroida. Yrjö Väisälä fedezte fel 1938. február 24-én.